# Comuna Oleksiivka, Novoaidar
Oleksiivka (în ucraineană Олексіївка) este o comună în raionul Novoaidar, regiunea Luhansk, Ucraina, formată din satele Mîhailiukî și Oleksiivka (reședința).

## Demografie
Componența lingvistică a comunei Oleksiivka
     Ucraineană (90,31%)
     Rusă (9,49%)
     Alte limbi (0,2%)
Conform recensământului din 2001, majoritatea populației comunei Oleksiivka era vorbitoare de ucraineană (90,31%), existând în minoritate și vorbitori de rusă (9,49%).